# Codemultiplexverfahren
Das Codemultiplexverfahren (Code Division Multiplex, CDM oder Code Division Multiple Access, CDMA) ist ein Multiplexverfahren, das die gleichzeitige Übertragung verschiedener Nutzdatenströme auf einem gemeinsamen Frequenzbereich ermöglicht. Der gemeinsam genutzte Frequenzbereich weist dabei als wesentliche Eigenschaft eine größere Bandbreite auf, als der Nutzdatenstrom belegt. Zur Frequenzspreizung und zur Unterscheidung der verschiedenen Datenströme werden spezielle Spreizcodes eingesetzt.
Anwendungen von CDMA liegen im Bereich der digitalen Signalübertragung in Mobilfunknetzen der dritten Generation (3G) wie CDMA2000 und UMTS. Weitere Anwendungsbereiche für synchrones CDMA sind die Satellitennavigationssysteme Global Positioning System (GPS) und Galileo.

## Prinzip

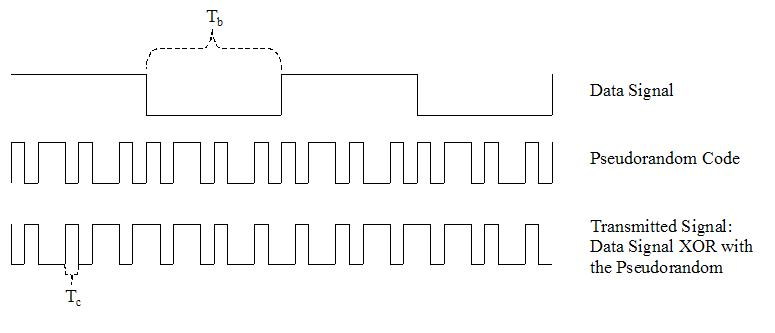
Erzeugung eines CDMA-Signals

Bei CDMA steht die Trennung und Unterscheidung unterschiedlicher und parallel übertragener Datenströme über ein gemeinsames und dediziert genutztes Frequenzband im Vordergrund. Zur Unterscheidung werden die Datenströme mit speziellen Spreizcodes codiert, wobei diese Codefolgen zusätzlich bestimmte Eigenschaften wie Orthogonalität aufweisen und in bestimmten Anwendungen auf Pseudozufall basieren, wodurch auf Empfängerseite durch Korrelation mit der Spreizcodefolge die ursprünglichen Nutzdatenströme voneinander getrennt gewonnen werden können. Gegenüber den klassischen Multiplexverfahren wie dem Frequenzmultiplex und dem Zeitmultiplex erfolgt bei dem Codemultiplex eine Überlagerung der einzelnen Datenströme sowohl im Frequenzbereich als auch im Zeitbereich.
In der rechten Abbildung ist die Erzeugung eines bandgespreizten Signals dargestellt: Die oben dargestellte Quelldatenfolge, bestehend aus vier Bits (1-0-1-0) mit einer Bitdauer von Tb, wird mit einer höherfrequenten Spreizcodefolge multipliziert, um das unten dargestellte, bandgespreizte und zu übertragende Sendesignal zu erhalten. Die einzelnen Elemente der Spreizdatenfolge werden als Chips bezeichnet und weisen eine Länge von Tc auf. In der Abbildung ist die Chiprate (cps) 10-mal so hoch wie die zu übertragende Bitrate (bps), womit sich eine Bandspreizung um ungefähr den Faktor 10 ergibt. Die resultierenden Bandbreiten liegen, je nach Anwendung, im Bereich von einigen MHz.
Für das Codemultiplexverfahren muss für jeden Teilnehmer eine eigene Spreizdatenfolge vorliegen, welche zu allen anderen benutzten Codefolgen eine möglichst minimale Kreuzkorrelation aufweist. Solche Codefolgen werden auch als orthogonal bezeichnet. Ein Beispiel sind die streng orthogonalen Walsh-Codes. Generell gilt der Zusammenhang, dass je länger die Codefolge ist, umso geringer ist die Nutzdatenrate. Dafür erhöht sich die Anzahl möglicher Nutzer, bzw. verringert sich die Sendeleistung. Je nach Anwendung können den Sendern unterschiedlich lange Codemuster zugewiesen werden, wie dies bei UMTS erfolgt. Für eine Bruttodatenrate von 1,92 Mbps wird bei diesem Verfahren eine Codefolge mit der Länge 4 Bit verwendet. Bei 30 kbps ist die Codefolge 256 Bit lang. Dabei wird eine konstante Chip-Rate von 3,84 Mcps eingesetzt.

### Synchrones CDMA

Walsh-Code mit vier Chips, wie er beim synchronen CDMA Anwendung findet

Bei synchronen CDMA müssen alle Teilnehmer untereinander den zur Bandspreizung eingesetzten Code zeitlich exakt gleich ausrichten. Dies bedeutet, dass keine sogenannten Codephasenverschiebungen zulässig sind. Dies ist nur bei bestimmten technischen Anwendungen möglich, beispielsweise bei der Funkstrecke (Downlink) von der Base Transceiver Station (BTS) zu den einzelnen mobilen Teilnehmern nach dem Mobilfunkstandard CDMA2000.
Im synchronen Fall ist es möglich, streng orthogonale Folgen wie den Walsh-Code einzusetzen, um damit das gegenseitige Übersprechen (engl. Multi User Interference, MUI) zu minimieren. Daneben werden bei synchronen CDMA auch Pseudozufallsfolgen wie Gold-Folgen eingesetzt, wie zum Beispiel bei dem Mobilfunkstandard UMTS und bei dem Global Positioning System (GPS).

### Asynchrones CDMA
Bei asynchronen CDMA besteht keine Möglichkeit, die Codephasenverschiebung zwischen den Teilnehmern zu steuern. In diesem Fall ist nicht mehr die Kreuzkorrelation zwischen den einzelnen Codefolgen bestimmend, sondern die ungerade Kreuzkorrelation, welche beliebige Verschiebungen zwischen den Codefolgen erlaubt.
Typischerweise werden bei asynchronen CDMA Pseudozufallsdatenfolgen mit wesentlich längerer Periodenlänge als ein Symbolintervall zur Bandspreizung eingesetzt. Die Optimierung dieser Codefolgen erfolgt nicht auf besonders gute gegenseitige Orthogonalität, womit von Symbol zu Symbol stark unterschiedliche Korrelationseigenschaften vorliegen. Diese Schwäche muss durch eine entsprechende Kanalkodierung kompensiert werden. Der Vorteil von asynchronen CDMA liegt allerdings darin, dass damit eine große Anzahl von zwar nur näherungsweise orthogonalen Codefolgen für eine große Anzahl unterschiedlicher Teilnehmer zur Verfügung steht.
Ein Anwendungsbereich von asynchronen CDMA liegt bei der Funkstrecke (Uplink) von den mobilen Teilnehmern zur Base Transceiver Station (BTS) nach dem Mobilfunkstandard CDMA2000. Aber auch allgemeine Bandspreizverfahren wie Direct Sequence Spread Spectrum (DSSS) zählen zu den asynchronen CDMA-Verfahren. Bei DSSS steht dabei die Bandspreizung gegenüber dem Codemultiplexverfahren und der Mehrfachnutzung im Vordergrund.